# Herman Schalow

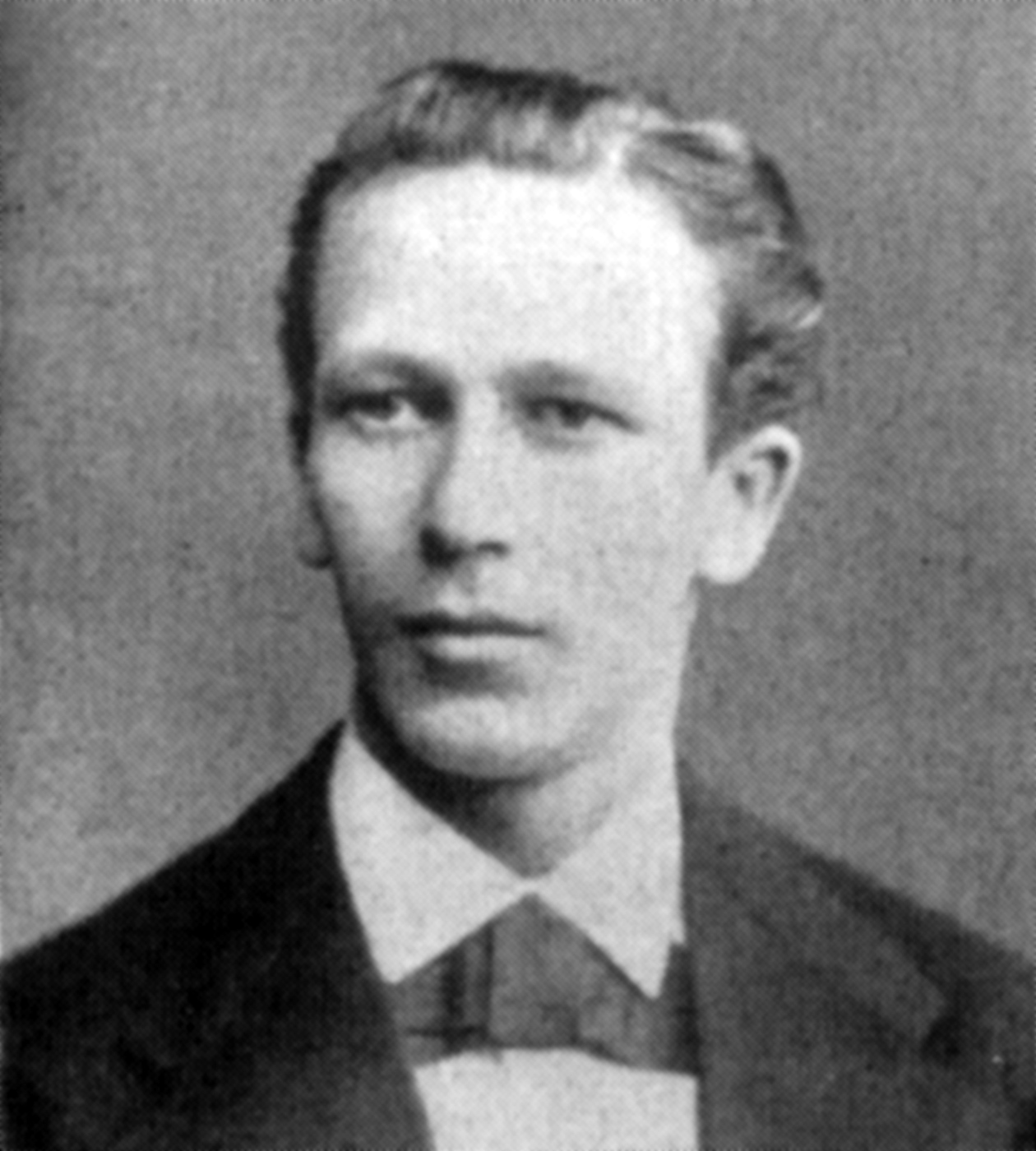
Herman Schalow

Herman Schalow (* 17. Januar 1852 in Berlin; † 9. Dezember 1925 ebenda), fälschlich auch Hermann Schalow geschrieben, war ein deutscher Bankier und Amateur-Ornithologe.
Er lernte bei Jean Louis Cabanis und arbeitete zusammen mit Anton Reichenow. Der Deutschen Ornithologischen Gesellschaft trat er bereits 1872, im Alter von zwanzig Jahren bei. Im Vorstand des Vereins wirkte er zunächst als Schriftführer, anschließend als Schatzmeister, zwischen 1894 und 1907 war er Vizepräsident und von 1907 bis 1921 Präsident. Nach seinem altersbedingten Rücktritt ernannte ihn die Gesellschaft zum Ehrenmitglied und 1924 zum Ehrenvorsitzenden. 1912 verlieh ihm die Preußische Regierung für sein Wirken auf dem Gebiet der Ornithologie den Professorentitel. Zudem war er Ehrenmitglied der Britischen Ornithologischen Gesellschaft, der Kaiserlich Russischen Gesellschaft für Akklimatisation von Tieren und Pflanzen in Moskau, des Ungarischen Ornithologischen Instituts, der Naturforschenden Gesellschaft des Osterlandes, der Ornithologischen Gesellschaft in Bayern, des Ornithologischen Vereins zu Leipzig und anderer Gesellschaften.
Er ist vor allem als Autor der Schriften Die Musophagidae (1886) und Beiträge zur Vogelfauna der Mark Brandenburg (1919) bekannt. Schalow verfasste auch eine Monographie über die Avifauna der Arktis, Die Vögel der Arktis (1905), und beschrieb 270 Arten. Er gab den Reisebericht von Richard Böhm nach Ostafrika, Sansibar und Tanganjika heraus: Von Sansibar zum Tanganjika, Briefe aus Ostafrika von Dr. Richard Böhm (J. A. Brockhaus, Leipzig 1888).
Im Berliner Museum für Naturkunde trägt eine Bibliothek seinen Namen, die er der Deutschen Ornithologen-Gesellschaft schenkte.
Sein Name ist mit der wissenschaftlichen Bezeichnung des Schalowturakos verbunden.